# Tuska Open Air
Tuska Open Air ou apenas Tuska é o maior festival de música dedicado apenas ao heavy metal e gêneros relacionados dos países nórdicos. A história do festival começou em 1998 e ele tem crescido ainda mais a cada ano. O festival tem sido realizado no parque de Kaisaniemi, centro de Helsinque, capital da Finlândia, desde 2001. No entanto, a edição de 2011 aconteceu num campo de eventos em Sörnäinen, também situada na cidade. As datas do festival geralmente são marcadas para os meses de junho ou julho.
Nos anos recentes, a participação do público cresceu e o festival atraiu cerca de 30 mil pessoas. Em 2006, os ingressos quase esgotaram, e combinado num total de três dias, 33 mil pessoas assistiram a 32 artistas, incluindo por exemplo: Anathema, Celtic Frost, Opeth, Sodom, Venom e os próprios finlandeses do Amorphis e Sonata Arctica.
Há três palcos no festival, sendo eles: "Inferno", "Sue" e o palco principal "Radio Rock" (conhecido como "Radio City" desde 2007).

## Artistas por ano
Os artistas ou bandas headliners estão mostrados em negrito.

### 1998
Am I Blood, Babylon Whores, Barathrum, Gandalf, Gorgoroth, Impaled Nazarene, Timo Rautiainen & Trio Niskalaukaus e outros.

### 1999
...And Oceans, Amorphis, Barathrum, Dark Tranquility, Gandalf, Lullacry, Nightwish, Painflow, Sentenced, Tarot, The 69 Eyes, Throne of Chaos, Timo Rautiainen & Trio Niskalaukaus, Two Witches e outros.

### 2000
Público: 5.000+
Babylon Whores, Children of Bodom, Diablo, Eternal Tears of Sorrow, Finntroll, Gamma Ray, Impaled Nazarene, Lullacry, Metal Gods, Nightwish, Pain, Satyricon, Sinergy, Stone, Terveet Kädet, The Black League, The Crown, Timo Rautiainen & Trio Niskalaukaus, To/Die/For

### 2001
Público: aproximadamente 10.000
Amon Amarth, Amorphis, Drive, Eläkeläiset, Finntroll, Gandalf, Headplate, Impaled Nazarene, In Flames, Katatonia, Kotiteollisuus, Rhapsody of Fire, Rotten Sound, Stratovarius, The 69 Eyes, Timo Rautiainen & Trio Niskalaukaus, Transport League, Yearning e outros.

### 2002
Público: 15.000 (esgotado)
Ajattara, Blake, Bruce Dickinson, Diablo, Demigod, Ensiferum, Impaled Nazarene, Machine Head, Maj Karman Kauniit Kuvat, Marduk, Moonsorrow, Mustasch, Nightwish, Sara, Sentenced, Sonata Arctica, Suburban Tribe, The Crown, Timo Rautiainen & Trio Niskalaukaus e outros.

### 2003
Público: aproximadamente 16.500
Amorphis, Arch Enemy, Barathrum, Behemoth, Children of Bodom, Edguy, Finntroll, Horna, Immortal Souls, Lordi, Lost Horizon, Lullacry, Mannhai, Ministry, Mokoma, Moonsorrow, Norther, Reverend Bizarre, Rotten Sound, Sentenced, Soulfly, Stratovarius, Tarot, The 69 Eyes, The Haunted, Thunderstone, Thyrane, Timo Rautiainen & Trio Niskalaukaus, Type O Negative e outros.

### 2004
Público (combinado num total de três dias): aproximadamente 30.000
Beseech, Blake, Charon, Dark Funeral, Dark Tranquility, Death Angel, Dew-Scented, Diablo, Dio, Dismember, Drive, Ensiferum, Fear Factory, In Flames, Impaled Nazarene, Kilpi, Kotiteollisuus, Nasum, Nightwish, Machine Men, Mokoma, Sinergy, Soilwork, Sonata Arctica, Suburban Tribe, Swallow the Sun, Timo Rautiainen & Trio Niskalaukaus, Turisas, Twilightning e outros.

### 2005
Público (combinado num total de três dias): 33.000+ (esgotado)

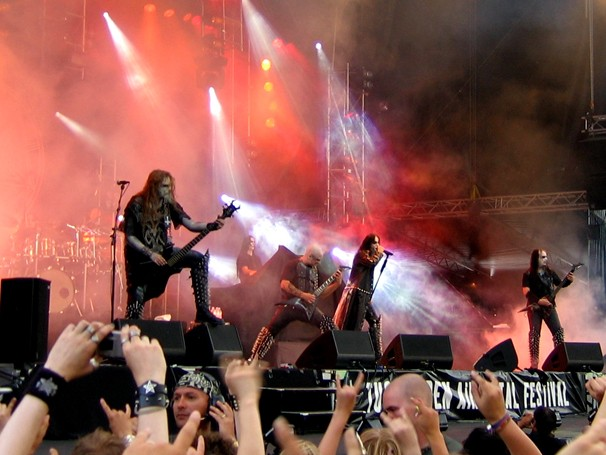
Dimmu Borgir no palco do Tuska 2005.

Accept, Ajattara, Amoral, Apocalyptica, Callisto, Children of Bodom, Deathchain, Destruction, Dimmu Borgir, Evergrey, Finntroll, Gamma Ray, Hieronymus Bosch, Lake of Tears, Mnemic, Monster Magnet, Naglfar, Pain Confessor, Paska, Primal Fear, Rotten Sound, Scarve, Sentenced, Skyclad, Stam1na, Teräsbetoni, Testament, Thunderstone, Turmion Kätilöt, Viikate, Wintersun e outros.

### 2006
Público (combinado num total de três dias): aproximadamente 33.000
Amorphis, Anathema, Arch Enemy, Burst, Celtic Frost, Deathstars, Diablo, Epica, Freedom Call, Gojira, Impaled Nazarene, Kalmah, Mendeed, Metsatöll, Mokoma, Nine, Norther, Opeth, Pain Confessor, Sodom, Sonata Arctica, Stam1na, Suburban Tribe, Swallow the Sun, Tarot, The Scourger, The Sisters of Mercy, Timo Rautiainen, Venom, Verjnuarmu, Wintersun.

### 2007
Público (combinado num total de três dias): aproximadamente 33.000

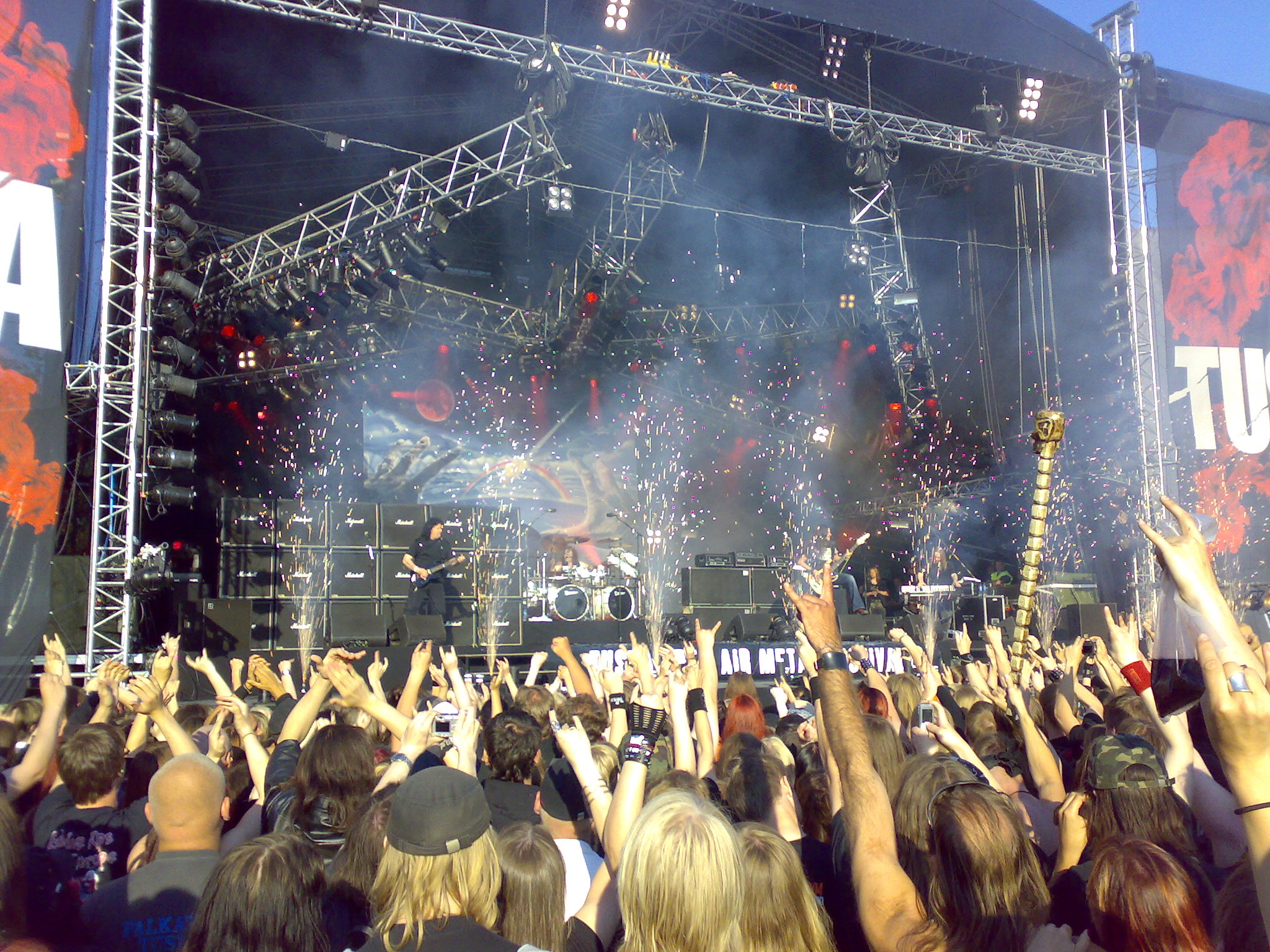
Stratovarius no palco do Tuska 2007.

Before the Dawn, Blind Guardian, Brother Firetribe, Children of Bodom, D'espairsRay, DragonForce, Emperor, Finntroll, Hatesphere, Immortal, Imperia, Insomnium, Isis, Katatonia, Legion of the Damned, Maj Karma, Mercenary, Misery Index, Moonsorrow, Moonspell, Naildown, Pain, Profane Omen, Stratovarius, Sturm und Drang, Thunderstone, Turisas, Vader, W.A.S.P. e outros.

### 2008
Público (combinado num total de três dias): 36.000 (esgotado)
Amon Amarth, Before the Dawn, Behemoth, Carcass, Diablo, Dimmu Borgir, Dream Evil, Dying Fetus, Entombed, Fields of the Nephilim, Ghost Brigade, Kalmah, Killswitch Engage, Kiuas, Kreator, KYPCK, Mokoma, Morbid Angel, Nile, Primordial, Shade Empire, Slayer, Sonata Arctica, Sotajumala, Stam1na, The Scourger, The Sorrow, Tracedawn, Týr e outros.

### 2009
Público (combinado num total de três dias): aproximadamente 28.000

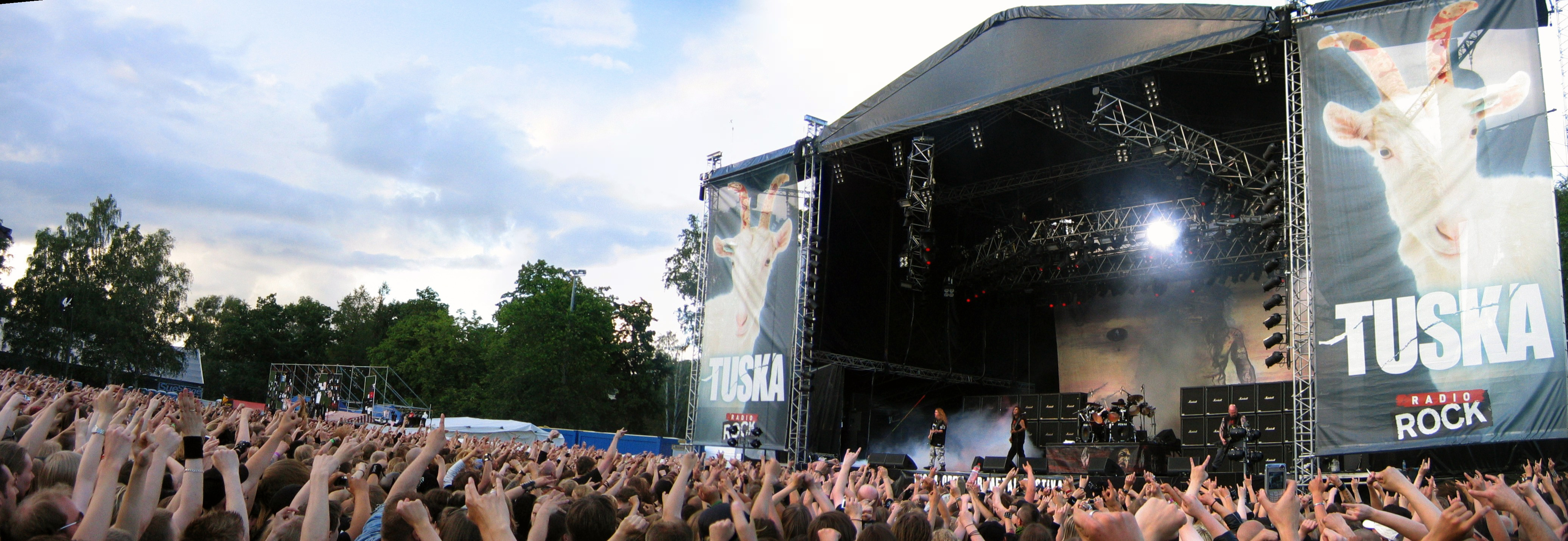
Slayer no palco do Tuska 2008.

All That Remains, Amoral, Amorphis, Callisto, Dauntless, Deathchain, Eluveitie, Ensiferum, Evile, Firewind, Gama Bomb, Girugamesh, Gojira, Immortal, Jon Oliva's Pain, Legion of the Damned, Mucc, My Dying Bride, Neurosis, Parkway Drive, Pestilence, Profane Omen, Rotten Sound, Sabaton, Suicidal Tendencies, The Black Dahlia Murder, The Faceless, Volbeat e outros.

### 2010
Público (combinado num total de três dias): 33.000+ (esgotado)
Amatory, Barren Earth, Bloodbath, Cannibal Corpse, Crowbar, Devin Townsend, Devin Townsend Project, Finntroll, Holy Grail, Hypocrisy, Insomnium, Kamelot, Megadeth, Nevermore, Nile, Obituary, Overkill, Pain, Rytmihäiriö, Satyricon, Sotajumala, Swallow the Sun, Tarot, Testament, Torture Killer, Trigger the Bloodshed, Warmen, W.A.S.P. e outros.

### 2011
Público (combinado num total de três dias): 35.000+
Agnostic Front, Amon Amarth, Amorphis, Arch Enemy, At the Gates, Black Breath, Blind Guardian, Bulldozer, Church of Misery, Devin Townsend Project, Eletric Wizard, Enslaved, Epica, Exodus, Forbidden, Ghost, Grave, Hell, Impaled Nazarene, Katatonia, Killing Joke, Kvelertak, Medeia, Meshuggah, Misery Index, Moonsorrow, Morbid Angel, Mygrain, Omnium Gatherum, Rotten Sound, Shining, Spiritual Beggars, Tarot, The Lighthouse Project, Turisas, Wintersun, Witchery e outros.

### 2012
Público (combinado num total de três dias): 26.000+
Alcest, Amoral, Animals as Leaders, Apocalyptica, Arcturus, Baroness, Behemoth, Demigod, Edguy, Exodus, For the Imperium, Hatebreed, Horna, Insomnium, Jess and the Ancient Ones, Lamb of God, Megadeth, Metsatöll, Ministry, Napalm Death, One Morning Left, Overkill, Profane Omen, Sabaton, Saint Vitus, Skeletonwitch, Sonata Arctica, Suicide Silence, Suidakra, Swallow the Sun, Textures, The Man-Eating Tree, Trivium, Victims, Winterwolf e outros.